# ال‌تی‌وی ایکس‌کیوام-۹۳
ال‌تی‌وی ایکس‌کیوام-۹۳ (به انگلیسی: LTV XQM-93) یک هواگرد ساختِ کارخانهٔ لینگ-تمکو-ووت در کشور ایالات متحده آمریکا است. این هواگرد برای نخستین بار در ۱ فوریه ۱۹۷۰ میلادی مورد استفاده قرار گرفت.